# Nephelodes carminata
Nephelodes carminata là một loài bướm đêm trong họ Noctuidae.